# Yannick Buttet
Pour les articles homonymes, voir Buttet et Affaire Buttet.
Yannick Buttet, né le 12 juillet 1977 à Collombey-Muraz (originaire de Monthey), est une personnalité politique suisse, membre du Parti démocrate-chrétien (PDC). 
Il est député du canton du Valais au Conseil national d'avril 2016 à avril 2018. Il démissionne de ce mandat à la suite d'une affaire de harcèlement sexuel.

## Biographie

### Origines et famille
Yannick Buttet naît le 12 juillet 1977 à Collombey-Muraz. Il est originaire du chef-lieu du même district, Monthey.
Marié et père de deux enfants, il réside à Muraz.

### Études et armée
Il est licencié en sciences politiques de l’Université de Lausanne[réf. nécessaire].
Sa carrière militaire le mène au grade de lieutenant-colonel.

### Parcours politique
Il est membre du PDC.
Président de la commune de Collombey-Muraz depuis le 1er janvier 2013, il est élu au Conseil national le 23 octobre 2011[réf. nécessaire]. Il y siège au sein de la Commission de l'environnement, de l'aménagement du territoire et de l'énergie (CEATE).
Fin 2017, il se retrouve au cœur d'une affaire de harcèlement sexuel et démissionne du Conseil national,. Il est remplacé à son poste par Benjamin Roduit. 
Il se pose notamment en défenseur de la famille traditionnelle et est opposé au mariage entre personnes de même sexe,

### Autre mandat
Président du BBC Monthey à partir de 2018, il annonce officiellement sa démission pour l’assemblée générale du 16 septembre 2020.

## Affaires

### 2017
Dans la nuit du 18 au 19 novembre 2017, Yannick Buttet est interpellé par la police à Sierre, devant le domicile de son ancienne maîtresse, qui témoigne d'un harcèlement récurrent.
Le lendemain des révélations, Yannick Buttet est suspendu sur sa demande de sa fonction de vice-président du Parti démocrate-chrétien suisse. Il s'est ensuite déclaré en congé maladie de son mandat de conseiller national pour « maîtriser sa consommation d'alcool ».
Après l'éclatement de l'affaire, six femmes dont quatre conseillères nationales se sont plaintes du comportement inapproprié de Yannick Buttet en transmettant au journal Le Temps des descriptions précises de harcèlement sexuel. Le 17 décembre, la presse informe de l'ouverture d'une procédure pénale contre Yannick Buttet et il annonce sa démission du Conseil national.
En août 2018, il est condamné par ordonnance pénale à 30 jours-amende à 220 francs suisses avec sursis durant deux ans ainsi qu'à une amende de 1320 francs suisses pour contrainte, et appropriation illégitime, en lien notamment avec la rédaction de multiples SMS quotidiens durant plusieurs mois et la détention de la clé de l'appartement de la plaignante, que celui-ci prétend être accidentelle,.

### 2020
En août 2020, il est accusé publiquement par Laude-Camille Chanton, alors présidente du Conseil général de Monthey, d'« attouchements et de propos sexistes », sous emprise de l'alcool,. Il dénonce une « instrumentalisation politique » en vue des élections communales approchant. Sous la pression de son propre parti, il annonce mettre fin à sa carrière politique à la fin de l'année 2020, renonçant à briguer un nouveau mandat de président de la commune de Collombey-Muraz.
À la suite de cette affaire, il est condamné le 4 novembre 2021 par Ministère public valaisan à une peine pécuniaire de 45 jours-amende avec sursis pour attouchements à caractère sexuel.

### 2024
Fin juin 2024, il est nommé à la présidence de la Chambre valaisanne du tourisme. Sa désignation suscite un tollé, compte tenu de ses récentes condamnations pénales et du fait qu’une de ses victimes est employée de la Chambre valaisanne du tourisme. Une pétition récolte près de 11 000 signatures. Fin juillet 2024, il annonce renoncer à sa fonction,. 